# Concerto Budapest
A Concerto Budapest egy magyar szimfonikus zenekar, zenei igazgatója Keller András karmester, hegedűművész. Évente több mint 60 fellépése van itthon és külföldön.

## Története
A zenekar elődje 1907-ben jött létre Postás Zenekar néven. 1992-től Matáv Szimfonikusok, majd – a fenntartója szervezeti változásainak megfelelően – 2005-től Telekom Szimfonikusok néven működött. Sokáig ez volt az egyetlen zenekar, melyet nem közpénzből, hanem egyetlen nagyvállalat, a Magyar Telekom támogatásából tartottak fenn, így ez a magyarországi zenei életben egyedülálló példája a magánmecenatúrának.
2007-ben vette át a zenekar vezetését Keller András hegedűművész, miután saját vonósnégyesével, a Keller Quartettel megalapozta nemzetközi hírnevét. Az ezt követő években sok fiatal zenész csatlakozott a zenekarhoz. 
A Concerto Budapest a mai nevét 2009 óta viseli. 2011-től kezdve az állami tulajdonú Concerto Akadémia Nonprofit Kft. tartja fönn. 2013-tól 2015-ig a Zeneakadémia rezidens zenekara volt.
2018-ban az Origo.hu a Videa.hu videó megosztó portálon a zenekar mindennapjait bemutató Született muzsikusok című tízrészes „doku-reality” sorozat népszerűsíti a klasszikus zenét. Írója, kreatív producere Szabó Stein Imre, rendezője Géczy Dávid, vezető operatőre Mayer Zoltán volt. A sorozat 2018 augusztusában az amerikai IndieFest Film Award Awards of Merit díját, szeptemberben pedig a Los Angeles Film Awards legjobb TV-sorozat díját nyerte el.

## Művészeti programja
A repertoárban főleg koncertdarabok, olykor operadarabok szerepelnek, illetve gyakran játszanak kamaradarabokat is. Korszakhoz nem kifejezetten kötődnek, de Keller kimondott célja, hogy a zenekar a jövőben jobban orientálódjon a kortárs darabok felé. Egy korábbi felkérés nyomán Csajkovszkij művek felvételén dolgozott a zenekar, ami a zenészekre és a művészeti vezetőre is nagy hatással volt, így a repertoárban az orosz szerzők művei kissé nagyobb súlyt kapnak, illetve a zenekar orosz zenei témájú fellépéseket is tart.

Keller a zenei igazgatói tevékenységét részben kamarazenei hátterének köszönhető művészeti elvek mentén végzi. Vélekedése szerint:
„A jó zenekari játék voltaképpen a magasrendű kvartett játékon alapul.”

### Mesteriskola
A koncertezés mellett a Concerto Budapest a Zeneakadémia rezidens zenekaraként is működik, gyakran játszanak vizsgaelőadásokon, karmestervizsgákon, operavizsgákon. Emellett a Zeneakadémia zenész hallgatói részt vehetnek a zenekar munkájában is. A Mesteriskola szakmai továbbképzéseket, posztgraduális oktatási programokat és műhelymunkát is magába foglal.

### Ifjúsági programok
A zenekar ifjúsági koncerteket is tart, kimondottan fiataloknak szóló sorozatai is vannak, például a gyerekkoncertek. A fiataloknak szóló előadások és egyes kamarakoncertek a Concerto Budapest saját próbatermében, a Zeneházban kerülnek megrendezésre.

## Hazai és külföldi fellépései
A zenekar évente több mint 60 koncertet ad a hazai nagy koncerttermekben, például a Zeneakadémián, a Müpában, a BMC-ben, illetve külföldi hangversenytermekben, például Németország és az Egyesült Államok nagyvárosaiban, Franciaországban, Spanyolországban és Kínában. Olyan neves művészekkel léptek már fel, mint például Evelyn Glennie, Jevgenyij Koroljov, Katia Buniatishvili, James Galway, Thomas Hampson.